# Vendas Novas
Vendas Novas este un oraș în Districtul Évora, Portugalia.